# Танкєєва Катерина Іванівна
Танкєєва Катерина Іванівна (1 січня 1989) — російська ватерполістка.
Учасниця Олімпійських Ігор 2012 року.
Призерка Чемпіонату світу з водних видів спорту 2011 року.